# Foresta costiera a mosaico di KwaZulu-Cape
La foresta costiera a mosaico di KwaZulu-Cape è un'ecoregione dell'ecozona afrotropicale, definita dal WWF (codice ecoregione: AT0116), che si estende lungo la costa orientale del Sudafrica, nel KwaZulu-Natal e nella Provincia del Capo Orientale.

## Territorio
La foresta costiera a mosaico di KwaZulu-Cape occupa l'umida fascia costiera compresa tra l'oceano Indiano e i contrafforti dei monti dei Draghi. È parte della serie di foreste costiere che si estendono lungo la costa africana dell'Indiano dal sud della Somalia fino al Sudafrica. Limite settentrionale dell'ecoregione è il capo Santa Lucia, nel KwaZulu-Natal, dove cede il passo alla foresta costiera a mosaico del Maputaland. Limite meridionale è il capo San Francisco, a est di Port Elizabeth, dove hanno inizio le foreste montane di Knysna-Amatole. L'ecoregione ha un clima stagionale umido subtropicale. Le precipitazioni annue variano tra 900 e 1500 mm. La parte settentrionale riceve in generale una quantità maggiore di precipitazioni, soprattutto in estate, mentre la parte meridionale riceve la maggior parte delle precipitazioni in inverno, subendo l'influenza della regione a clima mediterraneo situata più a ovest. Le precipitazioni diminuiscono allontanandosi dalla costa; al di sopra dei 300 m (nel sud) o dei 450 m (a nord), la foresta costiera a mosaico è rimpiazzata dalla macchia del Maputaland-Pondoland, più secca, lungo le pendici dei monti dei Draghi.

## Flora
Questa ecoregione comprende un mosaico di differenti comunità vegetali, come foreste costiere, foreste sabbiose, foreste che si sviluppano sulle dune, foreste secche conosciute con il nome di Alexandria forest, praterie, boschetti di palme e macchie spinose. Le foreste tipiche sono formate da alberi sempreverdi, misti ad alberi decidui o semi-decidui. Il 40% delle specie di piante legnose è endemico.

## Fauna
La regione è ricca di mammiferi, soprattutto insettivori, pipistrelli, lagomorfi, roditori e carnivori. La talpa dorata gigante (Chrysospalax trevelyani), endemica dell'ecoregione, è in pericolo di estinzione. Numerose sono anche le specie endemiche di rettili e anfibi, tra cui ricordiamo la rana di Boneberg (Natalobatrachus bonebergi), il camaleonte nano del Transkei (Bradypodion caffrum), lo scinco di Günther (Scelotes guentheri), lo scinco apodo Acontias poecilus e il geco Cryptactites peringueyi.

## Conservazione
L'ecoregione è considerata in pericolo critico: in quasi la metà del territorio, la foresta è stata danneggiata in qualche maniera. La minaccia principale è costituita dallo sfruttamento delle risorse naturali della foresta. Le aree protette coprono solamente il 9% dell'ecoregione, suddivise in un gran numero di piccole riserve isolate, tra cui ricordiamo la riserva naturale di Amatikulu, la riserva naturale di East London Coast, la riserva naturale di Great Fish River, la riserva naturale di Geelkrans, la riserva naturale di Sunshine Coast, la riserva naturale Vernon Crookes, la riserva naturale di Woody Cape, la riserva di caccia di Hluleka.